# Presidio Modelo

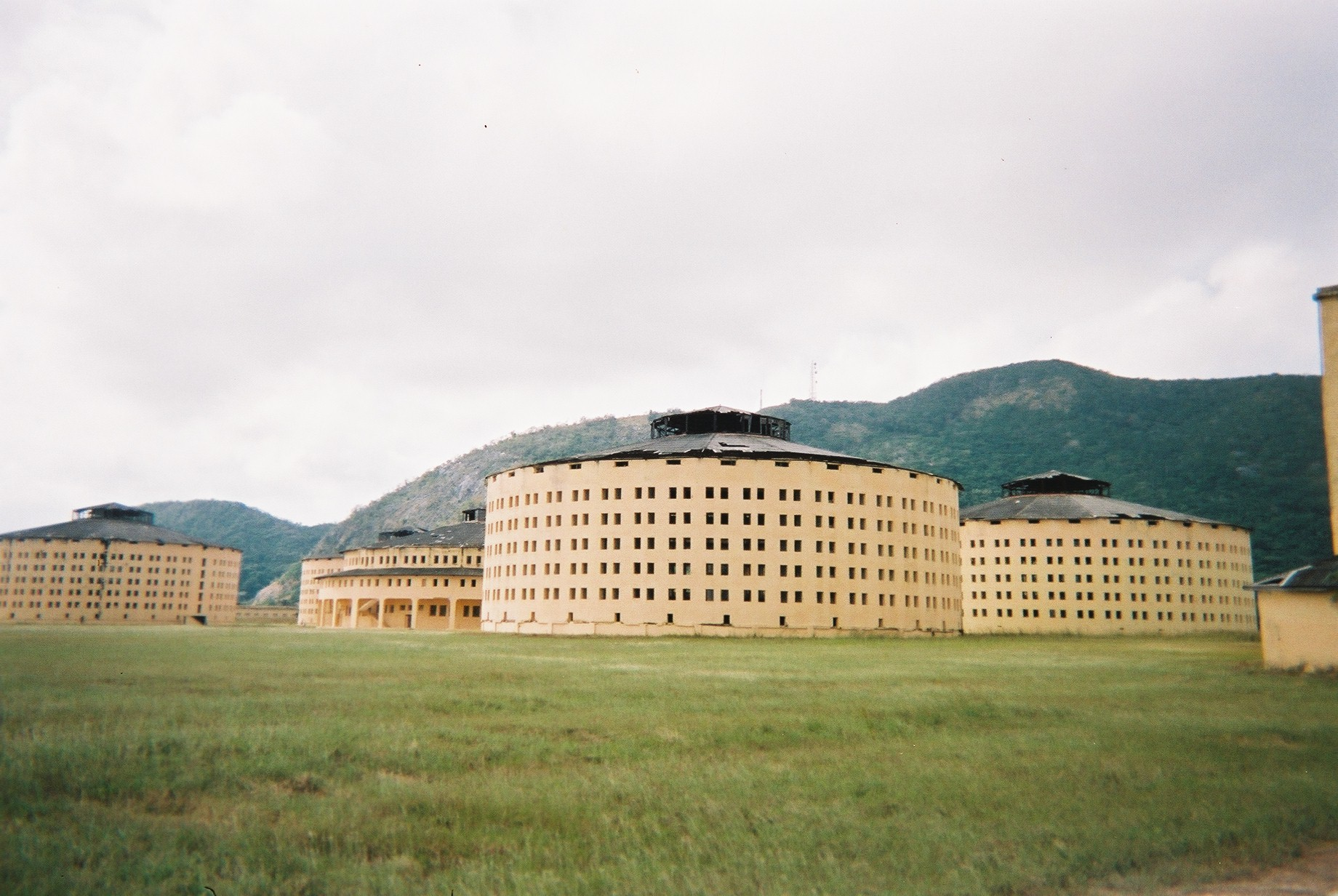
Închisoarea Presidio Modelo, decembrie 2005

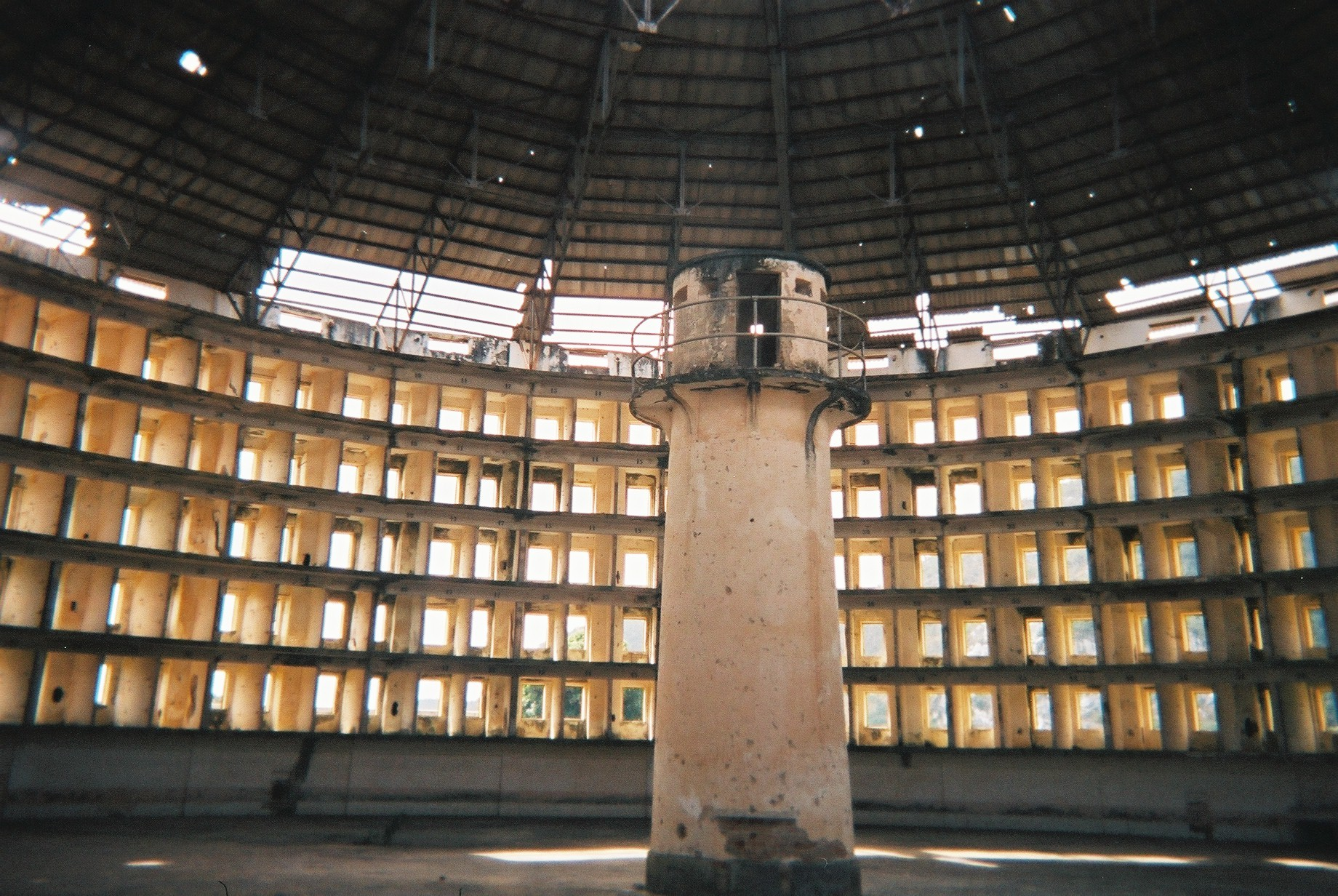
Închisoarea Presidio Modelo, în interiorul uneia dintre clădiri, decembrie 2005

Presidio Modelo a fost o „ închisoare model” cu design panoptic, construită pe fosta Isla de Pinos (Insula Pinilor), acum Isla de la Juventud ( Insula Tineretului) din Cuba. Este situat[ în suburbia Chacón, al orașului Nueva Gerona, reședința insulei. 

## Prezentare generală
Închisoarea a fost construită la comanda președintelui dictator Gerardo Machado între 1926 și 1928. Cele cinci blocuri circulare, cu celulele dispuse pe niveluri concentrice în jurul posturilor centrale de observație, au fost construite pentru a adăposti până la 2.500 de prizonieri în condiții umane. 
Majoritatea supraviețuitorilor atacurilor rebele asupra cazărmii Moncada, inclusiv liderul atacului, Fidel Castro Ruz, și fratele său, Raúl Castro Ruz, au fost închiși acolo, majoritatea din 1953 până în 1955 . 
După triumful revoluționar al lui Fidel Castro din 1959, Presidio Modelo a rămas în funcțiune. Până în 1961, din cauza condițiilor supraaglomerate (până la 4000 de prizonieri la un moment dat), a fost locul diverselor revolte și greve ale foamei, mai ales chiar înainte de invazia americană în Golful Porcilor, când s-au dat ordine de a umple tunelurile de sub întreaga închisoare cu câteva tone de TNT. 
Prizonieri politici cubani, precum Armando Valladares, Roberto Martín Pérez și Pedro Luis Boitel au fost ținuți acolo la un moment sau altul în timpul încarcerărilor respective. Acesta a fost închis definitiv de guvern în 1967. 
Închisoarea servește acum ca muzeu și este declarată monument național, iar vechea clădire a administrației servește acum ca școală și centru de cercetare.